# Tonho Gil
Antônio José Gil, mais conhecido como Tonho Gil (Criciúma, 28 de agosto de 1957), é um ex-treinador e ex-futebolista brasileiro, que atuava como meia.
Tonho é irmão dos também ex-jogadores profissionais Sérgio Gil (falecido em um acidente de carro em 1989) e Almir Gil.

## Carreira
Tonho Gil iniciou a sua carreira no Internacional, mas foi no seu maior rival Grêmio que conquistou o seu título de maior expressão, a Copa Europeia/Sul-Americana de 1983.
Atuou também pela Seleção Brasileira de Futebol na conquistou da medalha de prata nas Olimpíadas de 1984.
Em 1992 resolveu ingressar na carreira de treinador no São José-RS. Passou um tempo em categorias de base e como auxiliar do Grêmio, até se firmar como técnico principal de outros clubes. Tem maior destaque no sul do país, mais especificamente Santa Catarina e Rio Grande do Sul. 
Em novembro de 2016, foi anunciado como superintendente do Marcílio Dias.

## Títulos

### Como jogador
Internacional de Limeira
- Campeão Paulista: 1986[6]

Grêmio
- Copa Libertadores da América: 1983
- Copa Europeia/Sul-Americana: 1983

Seleção Brasileira
- Prata nas Olimpíadas de 1984

### Como técnico
Inter de Lages
- Campeonato Catarinense - Série B: 2000

Ypiranga de Erechim
- Campeonato Gaúcho - 2.ª Divisão: 2008
- Campeonato do Interior: 2009